# Sunnyvale (Teksas)
Sunnyvale je gradić u američkoj saveznoj državi Teksas. Prema popisu stanovništva iz 2010. u njemu je živjelo 5.130 stanovnika.